# Baltzar Philip von Wulfrath
Baltzar Philip von Wulfrath (Wolffradt), född 1712 på Rügen, död 13 mars 1784 i Göteborg, var en svensk friherre och militär.
Baltzar Philip von Wulfrath var son till löjtnant Ernst Wilhelm von Wulfrath och Dorothea Ilsabe von Rönnen. Han blev volontär vid fortifikationen i Stralsund 1729, generaladjutant hos Burkhard Christoph von Münnich 1739 och premiärmajor vid ett ryskt infanteriregemente 1740. von Wulfrath inställde sig 1741 i Sverige och blev samma år major i armén, major vid Lantinghausens värvade infanteriregemente 1742, överstelöjtnant 1749, överste i armén 1760 samt överstelöjtnant vid Hessensteinska regementet och kommendant på Nya Älvsborg samma år. Han var 1769–1781 överste och chef för Älvsborgs regemente, blev 1770 generalmajor, 1772 friherre (men tog aldrig introduktion), 1775 generallöjtnant och var 1781 genom byte chef för Björneborgs läns infanteriregemente. von Wulfrath blev 1748 riddare, 1772 kommendör och 1778 kommendör med stort kors av Svärdsorden.